# Simon Jenkins

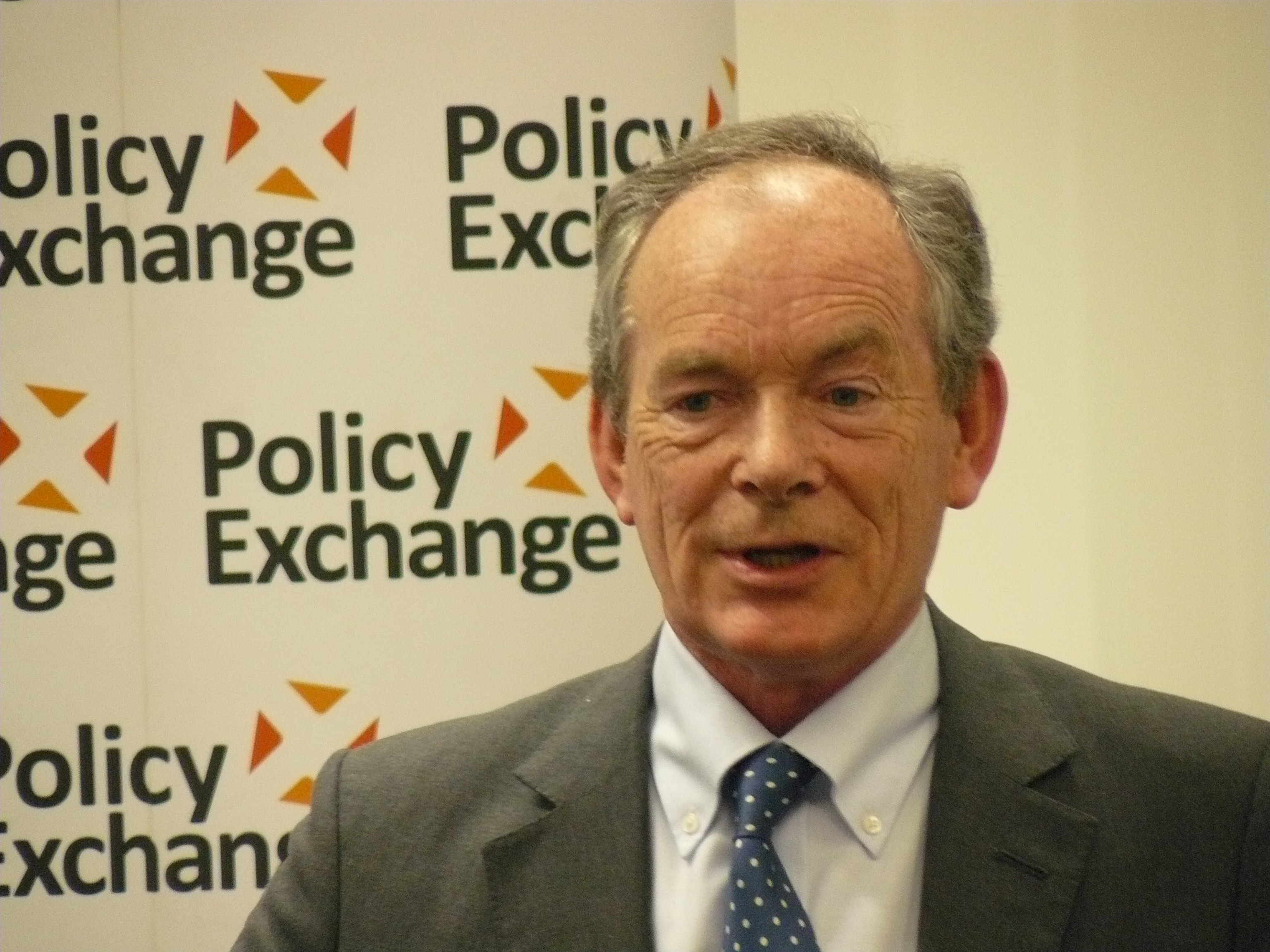
Simon Jenkins

Sir Simon Jenkins (* 10. Juni 1943) ist ein englischer Journalist und Kolumnist, der überwiegend im Guardian publiziert. Vorher war Jenkins 15 Jahre für verschiedene Zeitungen des News International-Verlags tätig. Er studierte am St. John’s College in Oxford.
Neben vielen anderen Auszeichnungen (z. B. Journalist of the Year 1988, Columnist of the Year 1993) wurde Jenkins 2004 in Anerkennung seiner Verdienste für den Journalismus als ehemaliger Times-Chefredakteur von der britischen Königin Elisabeth II. zum Knight Bachelor geschlagen.
Er war von 1978 bis 2008 mit der Schauspielerin Gayle Hunnicutt verheiratet. Sie haben zwei Söhne, Nolan Hemmings und dessen Stiefbruder, der aus Hunnicutts früherer Ehe mit David Hemmings stammt.

## Beruflicher Werdegang
Jenkins begann seine journalistische Laufbahn beim Country Life-Magazin, wechselte dann zu Times Educational Supplement, Evening Standard und The Sunday Times. Von 1976 bis 1978 war er Redakteur beim London Evening Standard, anschließend Politik-Redakteur des Economist-Magazins (1979–86). Nach der Gründung und Leitung als Herausgeber des Literatur-Ressorts der Sunday Times war Jenkins 1990–92 Chefredakteur der Times. Am 28. Januar 2005 gab Jenkins bekannt, dass er die Times verlassen und nach einer Autoren-Pause in Zukunft für den Guardian arbeiten wird.
Seit Mai 2005 schreibt Jenkins Beiträge für den The Huffington Post-Blog.

## Publikationen
- Education and Labour’s Axe. Bow Pubns., 1969, ISBN 0-900182-79-2.
- Here to Live: Study of Race Relations in an English Town. Runnymede Trust, 1971, ISBN 0-902397-12-5.
- Landlords to London: Story of a Capital and Its Growth. Constable, 1975, ISBN 0-09-460150-X.
- Newspapers: The Power and the Money. Faber, 1979, ISBN 0-571-11468-7.
- Newspapers Through the Looking-glass. Manchester Statistical Society, 1981, ISBN 0-85336-058-8.
- mit Andrew Graham-Yooll: Imperial Skirmishes: War And Gunboat Diplomacy In Latin America. Diane Publishing, 1983, ISBN 0-7567-7468-3.
- mit Anne Sloman: With Respect, Ambassador: Enquiry into the Foreign Office. BBC, 1985, ISBN 0-563-20329-3.
- The Market for Glory: Fleet Street Ownership in the Twentieth Century. Faber and Faber, 1986, ISBN 0-571-14627-9.
- mit Robert Ilson: „The Times“ English Style and Usage Guide. Times Books, 1992, ISBN 0-7230-0396-3.
- The Selling of Mary Davies and Other Writings. John Murray, 1993, ISBN 0-7195-5298-2.
- mit Max Hastings: Battle for the Falklands. M. Joseph, 1992, ISBN 0-7181-2578-9.
- Against the Grain. John Murray, 1994, ISBN 0-7195-5570-1.
- Accountable to None: Tory Nationalization of Britain. Hamish Hamilton, 1995, ISBN 0-241-13591-5.
- Karten zur Bibel. 3. Auflage. Brunnen, Giessen/ Basel 1998, ISBN 3-7655-5735-8 (Handschriftliche Texte von Rosemarie Kloos-Rau).
- England’s Thousand Best Churches. Allen Lane, 1999, ISBN 0-7139-9281-6.
- England’s Thousand Best Houses. Allen Lane, 2003, ISBN 0-7139-9596-3.
- The Age of Thatcher. Allen Lane, 2005, ISBN 0-7139-9595-5.
- Thatcher and Sons: A Revolution in Three Acts. Penguin Books, London 2006, ISBN 0-14-100624-2.